# Saetta (geometria)

Nella figura è la saetta.

In geometria si dice saetta o freccia o monta di un arco di circonferenza la distanza tra il punto medio dell'arco e il punto medio della corda sottesa, ossia è l'altezza del segmento circolare.
La saetta si può calcolare con l'espressione:
{\displaystyle h=R\left(1-\cos \left({\frac {\theta }{2}}\right)\right)=R-{\sqrt {R^{2}-{c^{2} \over 4}}},}
dove {\displaystyle R} è il raggio della circonferenza, {\displaystyle \theta } è l'angolo al centro che insiste sull'arco e {\displaystyle c} è la lunghezza della corda sottesa all'arco